# 마에다 아이 (성우)
마에다 아이(前田 愛, 1975년 4월 19일 ~ )는 일본의 성우이자 가수이다. 아오니 양성소 학교를 통해 아오니 프로덕션에 소속된다. 효고현 출신이다. 가수 활동을 할때는 "AiM"(에임)으로 (ai(아이)라는 이름으로 작사, 작곡을 하기도 한다) 불린다.
대표작은 《제노사가》 시리즈의 시온 우즈키,《디지몬 어드벤처》의 타치카와 미미, 《금색의 갓슈벨!!》의 오오미 메구미,《Yes! 프리큐어5》 시리즈의 미나즈키 카렌 / 큐어아쿠아 등이다.

## 경력
"AiM"이라는 이름의 유래는 "Ai Maeda"라고 적은 영어에서, 혹은 "aim" (노리다, 지향하다와 같은 의미)이라고 한다.
TV 애니메이션 《디지몬》 시리즈의 다수의 곡을 담당했지만 최근 들어 가수 활동을 하지 않고 않다. 하지만 열돌을 맞이한 디지몬의 기념앨범인 《디지몬 10th ANNIVERSARY》에서는 참가했다. 그리고 조금 독특하지만 성우계에 유행하고 있는 몬스터 헌터를 사랑하는 모임인 "몬헌모임"에 참가하고 있다.
여배우인 마에다 아이, 문예평론가인 마에다 아이, 영상 프로듀서인 마에다 아이, 이렇게 동명이인이있다. 특히나 2003년부터 여배우인 마에다 아이가 성우일을 시작함에 따라 더욱 혼란스러워진다.
2006년에는 키우치 레이코와 함께 자주제작 애니메이션 기획 《키우치 레이코와 마에다 아이 애니를 만들고싶습니다만!!》을 설립해, 블로그와 인터넷 라디오를 개시한다.

## 출연작품
※굵은글씨는 주역, 히로인, 메인캐릭터

### TV애니메이션
1996년
- 게게게의 키타로 제4작 (아이)

1997년
- 게게게의 키타로 제4작 (소년B, 학생B)

1998년
- 센티멘탈 저니 (나가쿠라 에미루)
- 수호월천 (아이하라 카오리)

1999년
- 디지몬 어드벤처 (타치카와 미미)
- 무뽕 (미냥)

2000년
- 디지몬 어드벤처02 (타치카와 미미, 미미의 아들)
- 베이비 필릭스 (마린)
- 머쉬람보 (상쥬)

2001년
- 기동천사 엔젤릭레이어 (토리마키)
- 초GALS!고토부키 란 (모치다 유키에)

2003년
- F-ZERO 팔콘전설 (케이트 알렌)
- 금색의 갓슈벨!! (오오미 메구미)
- 도라에몽 (소년, 여자아이)

2004년
- 사무라이 참프루 (코자)
- 모험왕 비트 (포아라)

2005년
- Xenosaga THE ANIMATION (시온 우즈키)
- 모험왕 비트 엑셀리온 (포아라)

2006년
- 가이킹 LEGEND OF DAIKU-MARYU (아베야 쿄코)
- 신족가족 (코모리 쿠미코)
- 금색의 코르다 ~primo passo~ (츠가와 마이, 아나운서 아가씨)
- 나왔습니다! 파워 퍼프걸 Z (쿠리코의 담임)
- 이상한 별의☆쌍둥이 공주Gyu! (메르바)

2007년
- Yes! 프리큐어5 (미나즈키 카렌 / 큐어 아쿠아)
- 게게게의 키타로 (제5작) (카타오카 치구사)
- 일하는 키즈 마이햄스터 (코토부키 미즈키)
- 신(해피☆럭키)빅쿠리맨
- 뿌루룽! 시즈쿠짱 (호타루 짱)
- 인조곤충 카부토보그 V×V (아메리아)

2008년
- Yes! 프리큐어5 GoGo! (미나즈키 카렌 / 큐어 아쿠아)
- 게게게의 키타로 (제5작) (미도리)
- 뿌루룽! 시즈쿠짱 아핫☆ (호타루 짱)

2009년
- 괴담 레스토랑 (아코의 엄마)
- ONE PIECE (엘리자베스, 샬롯 가렛)
- 속삭임 (하야스미 노에)

2010년
- 누라리횬의 손자 (케이카인 유라)

2011년
- 누라리횬의 손자 ~천년마경~ (케이카인 유라)

2017년
- 원피스 (샬롯 가렛)

### OVA
- 쿠짱과 테쿠테쿠 (쿠짱)
- 스트레이트 자켓 (네린 시몬즈)
- 스펙트럴포스2 영원한 기적 (란제)
- 전심 지켜줘 수호월천! (아이하라 카오리)

### 극장판
- 디지몬 어드벤처 우리들의 워게임! (타치카와 미미)
- 파워 디지몬 ~황금의 캡슐 진화~ / 초절진화!! 황금의 디지멘탈 (타치카와 미미)
- 파워 디지몬 ~디아블로몬의 역습~ (타치카와 미미)
- 극장판 금색의 갓슈벨!! 101번째 마물 (오오우미 메구미)
- 극장판 금색의 갓슈벨!! 메카발칸의 습격 (오오우미 메구미)
- Yes!프리큐어5 거울의 나라의 미라클 대모험! (미나즈키 카렌 / 큐어아쿠아)

### 기타
- 킬빌 Vol.1 애니메이션 파트 (어린시절의 올렌 이시이)
- 산케이 스포츠 Yell Message 제3장
- SMAP×SMAP (나레이션)
- Xenosaga II to III a missing year ~U.M.N.에 봉인된 진실의 파편~ (시온 우즈키)